# مطاردة الحوت
مطاردة الحوت (باليابانية: くじらとり، بالروماجي: Kujiratori) (بالإنجليزية: Whale Hunt)‏ هو فيلم أنمي ياباني قصير من تأليف وإخراج هاياو ميازاكي ومن إنتاج استوديو استوديو غيبلي. عرض الفيلم في عام 2001 في متحف غيبلي في ميتاكا، وبلغت مدته 16 دقيقة. عرض الفيلم في مهرجان نيويورك الدولي لأفلام الأطفال عام 2002. فاز بجائزة "أوفوجي نوبورر" في حفل توزيع جوائز "ماينيتشي" السينمائية في عام 2001.

## القصة
تدور أحداث القصة عن تلاميذ مدرسة الذين يتظاهرون بأنهم يصنعون قاربًا، ويتخيلون أنفسهم على المحيط، يبحثون عن حوت، يظهر لهم حوت كبير ولطيف يرافقهم إلى اليابسة ويلعب معهم. ثم ينتهي الخيال ويعود الأطفال إلى غرفهم.

## وصلات خارجية
- مطاردة الحوت على موقع متحف غيبلي
- مطاردة الحوت على موقع IMDb (الإنجليزية)
- مطاردة الحوت على موقع ألو سيني (الفرنسية)
- مطاردة الحوت على موقع قاعدة بيانات الفيلم (الإنجليزية)
- مطاردة الحوت على موقع ليتربوكسد (الإنجليزية)
- مطاردة الحوت على موقع كينوبويسك (الروسية)
- مطاردة الحوت على موقع ANN anime (الإنجليزية)